# Yuma Yuma
Yuma Yuma (Turkmenistán, 1972), conocida simplemente como Yuma, es una psicoterapeuta rusa nacida en Turkmenistán y activista de los derechos LGBT. Se dio a conocer tras aparecer en un anuncio de la cadena de supermercados VkusVill con su familia lesbiana.

## Biografía
Yuma se convirtió en activista de los derechos LGTB después de que la Asamblea Federal de Rusia aprobara su ley de propaganda gay en junio de 2013. Presta asistencia psicológica a la comunidad LGBT de Chechenia, que denunció torturas por parte de la policía rusa en 2017 y 2018. También ha apoyado festivales y eventos LGBT en su país.
El 30 de junio de 2021, se publicó en el sitio web de la cadena de supermercados VkusVill el anuncio "Recetas para una familia feliz", en el que aparecen familias comprando productos en su supermercado. Representa la historia de una familia LGBT, lo que provocó reacciones polarizadoras en Runet, una comunidad de habla rusa en Internet. Algunos medios de comunicación informaron de que era el primer caso de apoyo al movimiento LGBT en la historia de la empresa; sin embargo, después de que el material se distribuyera a través de canales ultraconservadores de Telegram, VkusVill, así como los familiares de las mujeres del anuncio, empezaron a recibir amenazas, incluida la violencia física. Como resultado de la protesta pública, la dirección de la empresa retiró el anuncio de su página web y de las redes sociales, y pidió disculpas por el error. El anuncio se publicó en Telegram en agosto de 2021.
Debido a estas amenazas, en agosto de 2021, Yuma, su pareja, Zhenya, sus hijas Alina y Mila, y la pareja de Alina, Ksyusha, huyeron de Rusia a Barcelona.

## Premios y reconocimientos
En 2021, Yuma fue incluida en la lista de la BBC como una de las 100 mujeres más inspiradoras del mundo.